# Linaria flavirostris
Il fanello nordico (Linaria flavirostris (Linnaeus, 1758)) è un uccello passeriforme della famiglia dei fringillidi.

## Etimologia
Il nome scientifico della specie, flavirostris, deriva dal latino e significa "dal becco giallo".

## Descrizione

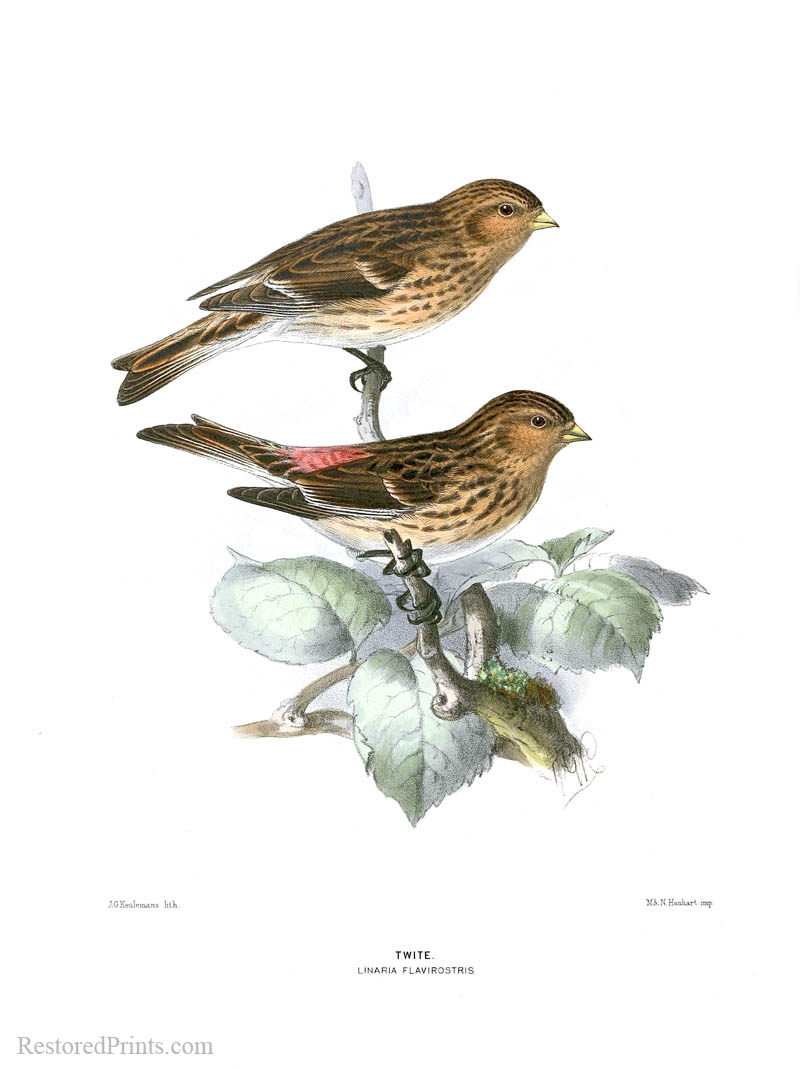
Coppia in un'illustrazione del 1890 a cura di Keulemans: maschio in basso.

### Dimensioni
Misura 12–14 cm di lunghezza, per un peso di 11,5-21 g e un'apertura alare di 22–25 cm.

### Aspetto
Si tratta di uccelletti dall'aspetto massiccio specialmente sul quarto anteriore, con grossa testa arrotondata, piccolo becco conico, ali appuntite e coda allungata e dalla punta forcuta: nel complesso, l'aspetto è molto simile a quello dei giovani dell'affine fanello comune, rispetto al quale questi uccelli mancano di gran parte del rosso corporeo.
Il piumaggio è di colore bruno su tutto il corpo, uniforme e tendente al nocciola su sopracciglio, guance e gola (grande differenza col fanello comune, che presenta gola bianca, e dato utile per distinguere le due specie), più scuro su fronte e calotta, tendente al nerastro su ali e coda e fulvo screziato di bruno scuro su dorso, petto e fianchi, mentre il ventre è biancastro, così come dello stesso colore sono la gola e gli orli delle copritrici alari. Nei maschi il codione è di colore rosa, più acceso durante il periodo degli amori, unico ma distintivo segno di dimorfismo sessuale assieme al becco, che nei maschi in amore (come intuibile dal nome scientifico) è giallo con punta nerastra, mentre nelle femmine rimane di color carnicino. In ambedue i sessi le zampe sono di colore carnicino-nerastro e gli occhi sono di colore bruno scuro.

## Biologia

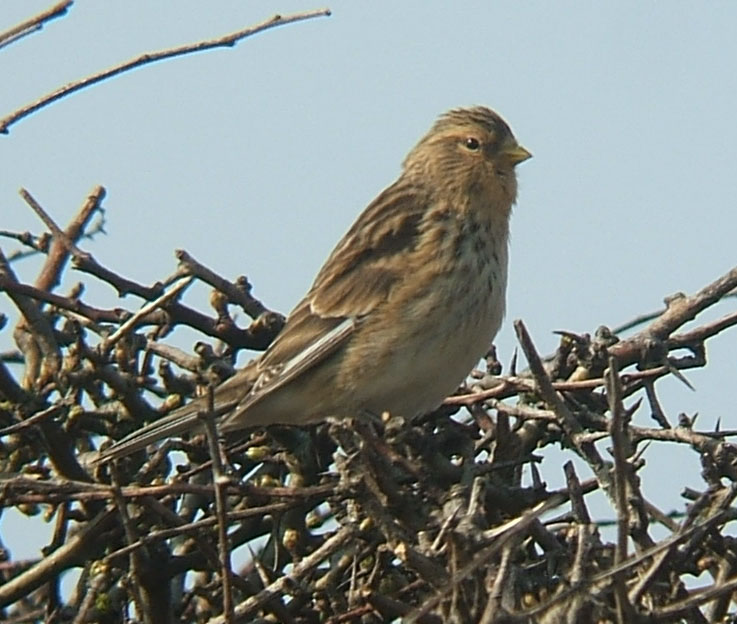
Esemplare nel Northumberland.

Si tratta di uccelli dalle abitudini diurne, i quali passano la maggior parte della giornata in movimento alla ricerca di cibo e acqua, tenendosi prevalentemente fra i cespugli o le fronde degli alberi e tenendosi in contatto mediante richiami metallici e ronzanti. Moderatamente gregarie all'infuori della stagione riproduttiva, quando si muovono in piccoli stormi (talvolta in associazione con altre specie affini, come lo zigolo delle nevi e l'allodola golagialla), i fanelli nordici tendono a divenire territoriali verso sera, coi maschi che difendono i posatoi ai quali questi uccelli tendono a fare ritorno per passare la notte.

### Alimentazione
Il fanello nordico si nutre principalmente di piccoli semi, boccioli e infiorescenze, perlopiù di ginepro, betulla e ontano: questa dieta essenzialmente granivora diviene parzialmente insettivora durante il periodo degli amori, quando il fabbisogno energetico si incrementa notevolmente.

### Riproduzione
La stagione degli amori va da aprile ad agosto: si tratta di uccelli rigidamente monogami, coi maschi che attirano la potenziale compagna competendo fra loro in gare canore ed effettuando voli sfarfallanti di corteggiamento.

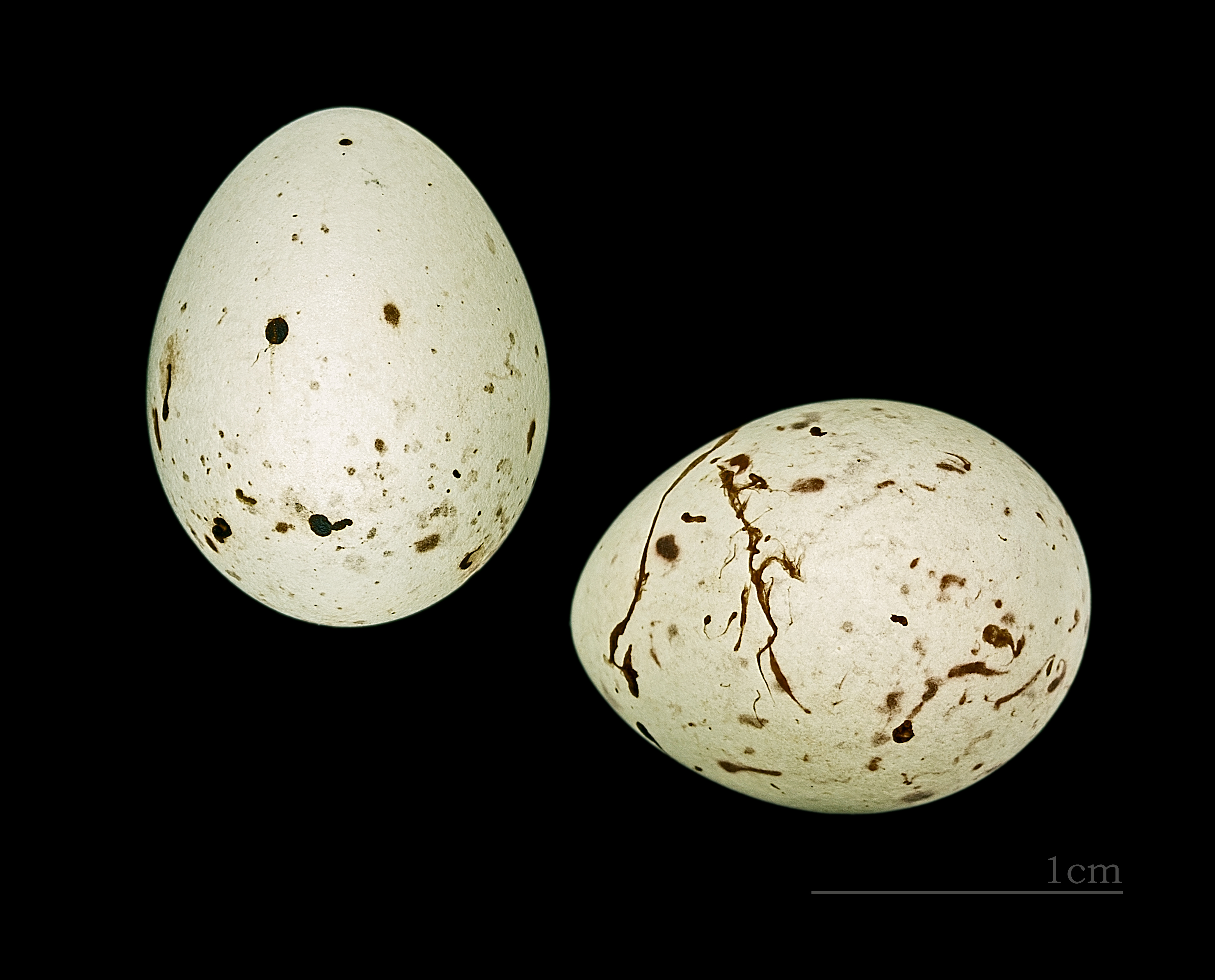
Uova al Museo di storia naturale di Tolosa.

Il nido, a forma di coppa, viene costruito al suolo o a poca altezza sotto un cespuglio o fra le rocce, nascosto fra la vegetazione e generalmente nei pressi di una fonte d'acqua: esso viene costruito dalla sola femmina intrecciando rametti e fibre vegetali e foderando l'interno con lanugine. Generalmente il fanello nordico è un nidificatore solitario, tuttavia sono stati osservati casi di piccole colonie costituite anche da una quindicina di nidi a distanza ravvicinata.

All'interno del nido la femmina depone 4-7 uova (generalmente 5) di colore azzurrino con rade maculature bruno-rossicce, che provvede a covare da sola per circa due settimane. I pulli, ciechi ed implumi alla schiusa, vengono accuditi da ambedue i genitori e sono in grado d'involarsi attorno alle tre settimane di vita: tuttavia, essi tendono a rimanere presso il nido ancora per almeno un altro paio di settimane, chiedendo sporadicamente l'imbeccata ai genitori (che solitamente stanno portando avanti una seconda covata), prima di allontanarsene del tutto e disperdersi.

## Distribuzione e habitat

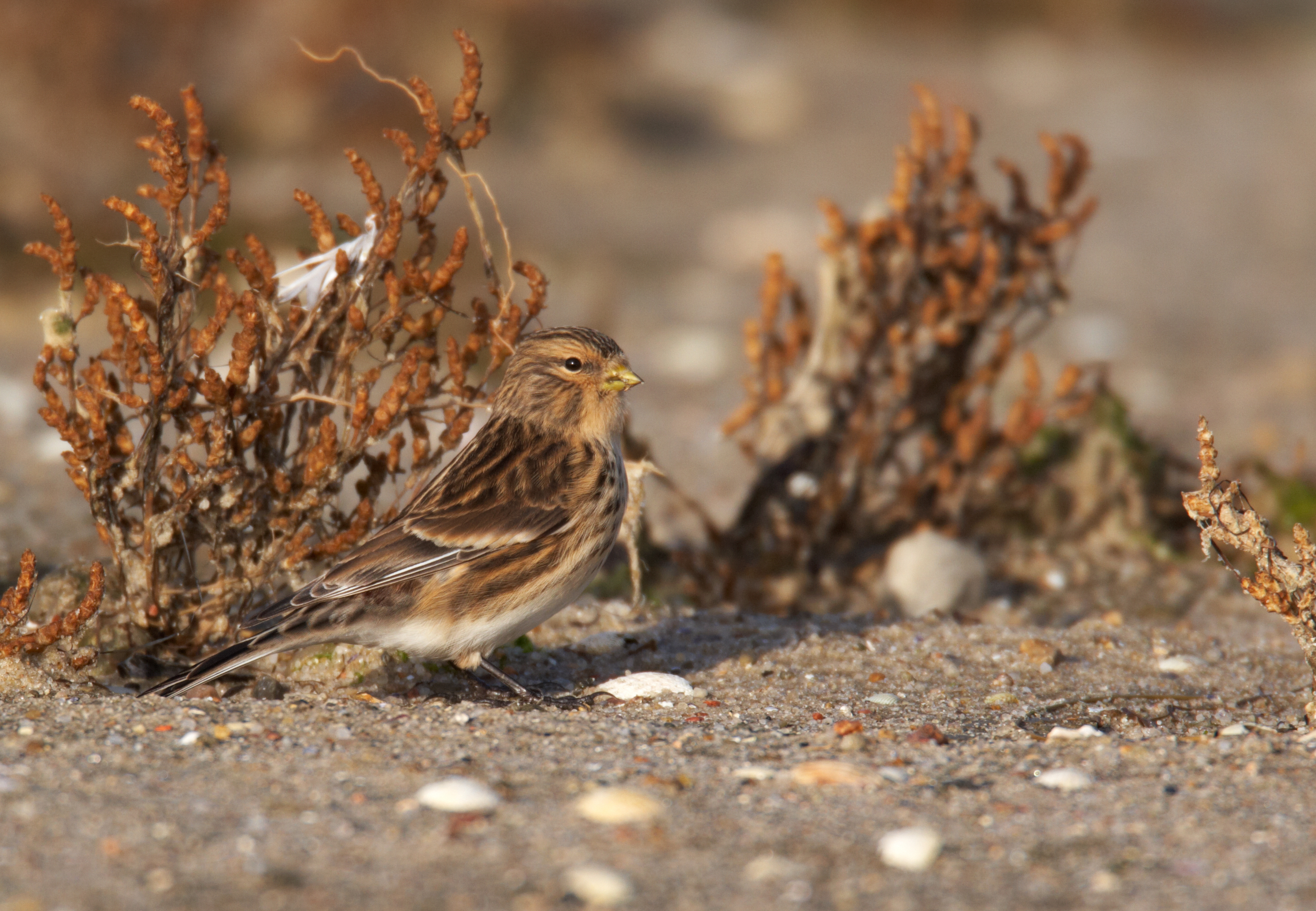
Esemplare al suolo in Germania.

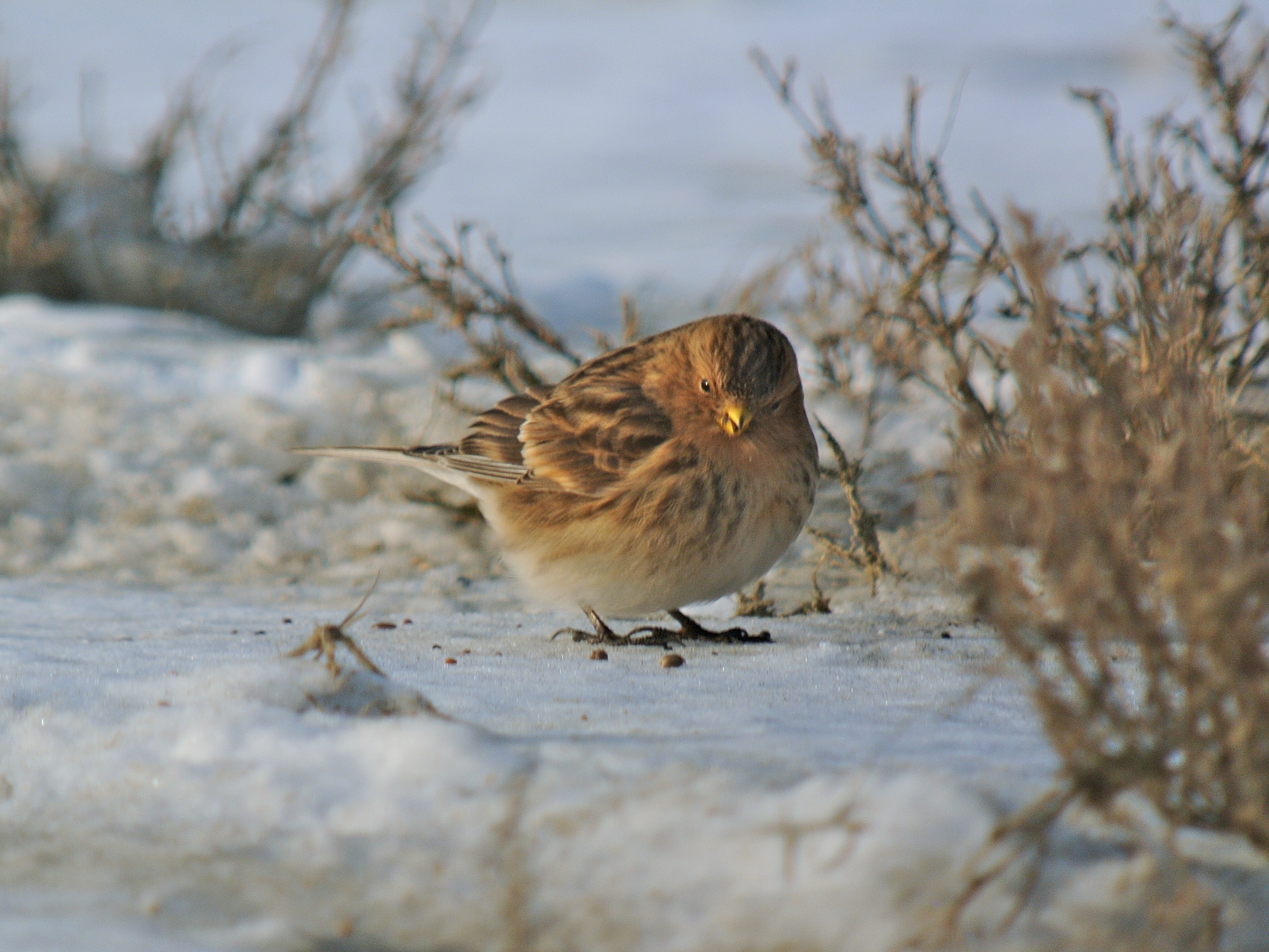
Esemplare si nutre nella neve nei Paesi Bassi.

Il fanello nordico presenta areale paleartico, che comprende gran parte dell'Asia Centrale e dell'Europa centro-settentrionale: la specie è residente solo nell'area del Caucaso, Afghanistan ed in Turkestan settentrionale e orientale, mentre nell'area fra il Mar Caspio ed il Pamir questi uccelli sono visitatori invernali, così come lo sono in Anatolia, Europa Centrale e Scandinavia meridionale, mentre le popolazioni europee durante l'estate nidificano nel nord dell'Inghilterra, in Scozia ed in Norvegia sud-occidentale. In Italia il fanello nordico è una specie rarissima ed accidentale, con una ventina di avvistamenti nell'ultimo secolo.
L'habitat di questi uccelli è rappresentato dalle aree aperte pianeggianti con presenza di copertura prativa e di aree cespugliose o boschive: durante l'estate essi si spostano in aree più rocciose per la nidificazione, mentre durante l'inverno tendono a frequentare le aree costiere.

## Sistematica
Se ne conoscono nove sottospecie:
- Linaria flavirostris flavirostris (Linnaeus, 1758) - la sottospecie nominale, svernante lungo le coste atlantiche e baltiche dell'Europa continentale, riproduttrice nel nord della Scandinavia e della penisola di Kola;
- Linaria flavirostris pipilans (Latham, 1787) - diffusa nel nord delle isole britanniche, svernante nelle aree costiere del Canale della Manica e nei Paesi Bassi sud-occidentali;
- Linaria flavirostris brevirostris (Bonaparte, 1855) - endemica del Caucaso, con le popolazioni meridionali che svernano in Turchia ed Iran;
- Linaria flavirostris kirghizorum (Sushkin, 1925) - residente in Kazakistan centrale e settentrionale, con alcune popolazioni che svernano nel sud del paese e nel nord dell'Uzbekistan;
- Linaria flavirostris korejevi (Zarudny & Harms, 1914) - diffusa nei Monti Altaj, svernante nel Kazakistan sud-orientale, Tagikistan e Afghanistan centrale;
- Linaria flavirostris altaica (Sushkin, 1925) - diffusa fra il territorio dell'Altaj e i Monti Sajany;
- Linaria flavirostris montanella (Hume, 1873) - diffusa dal Kirghizistan orientale al Turkestan orientale, fino ai Kunlun e al Qinghai settentrionale ad est e fino all'Afghanistan, Baltistan e Karakorum a sud;
- Linaria flavirostris miniakensis (Jacobi, 1923) - diffusa nella porzione orientale dell'Altopiano del Tibet fino al Gansu e al Sichuan occidentale;
- Linaria flavirostris rufostrigata (Walton, 1905) - diffusa nel Ladakh, in India settentrionale, Nepal e Tibet meridionale e occidentale;

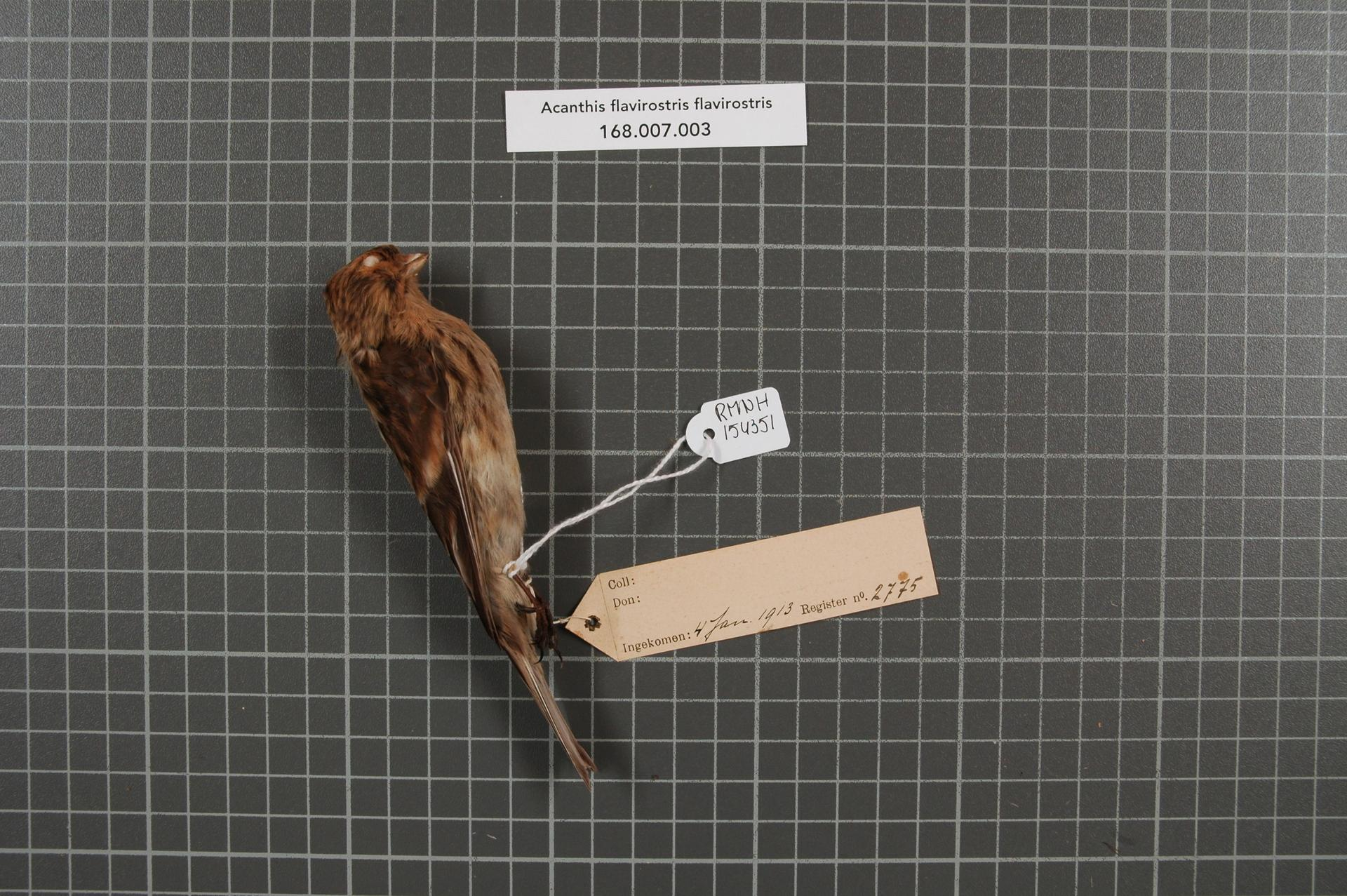
Femmina impagliata della sottospecie nominale.
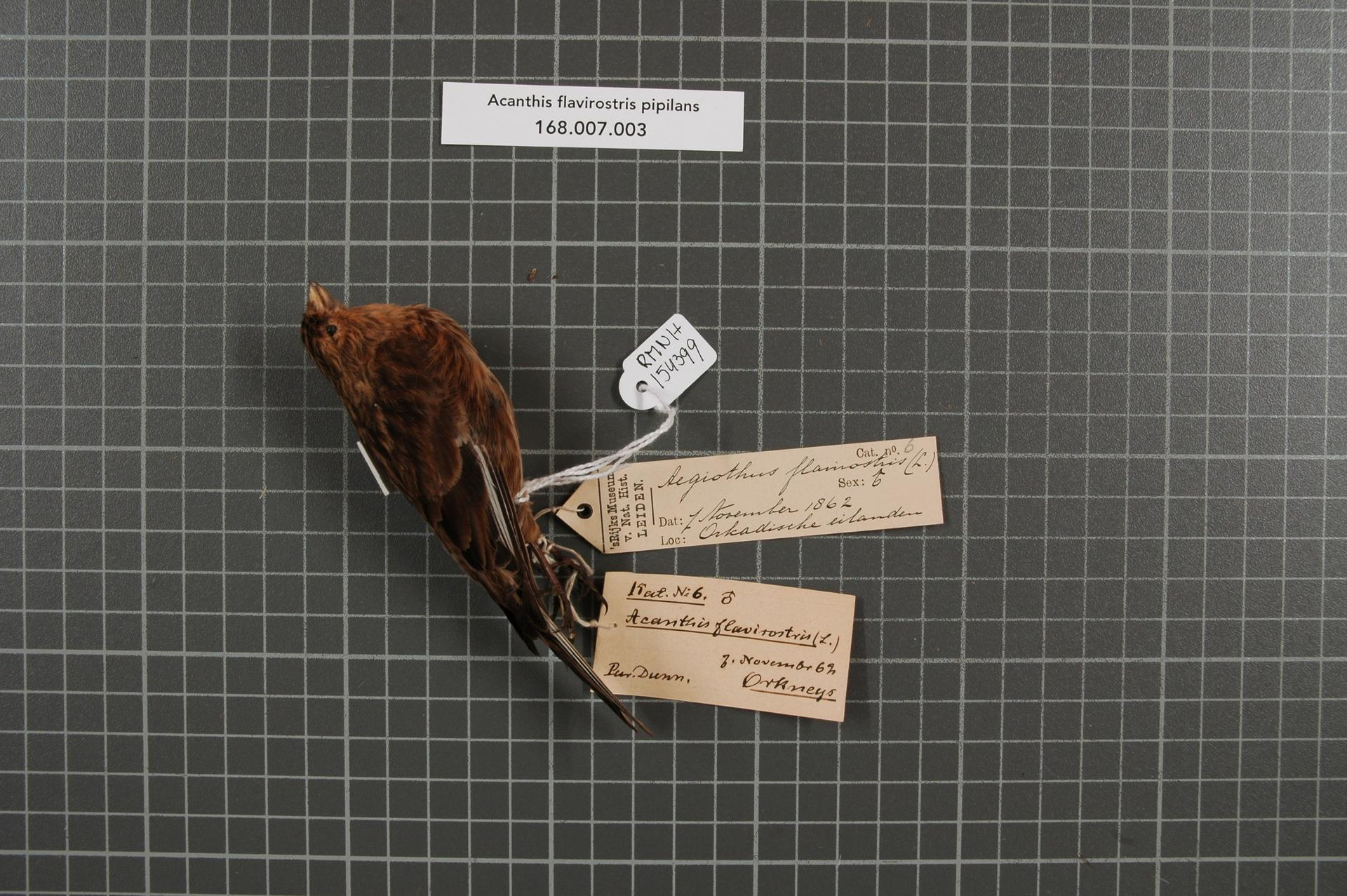
Maschio impagliato della sottospecie pipilans.
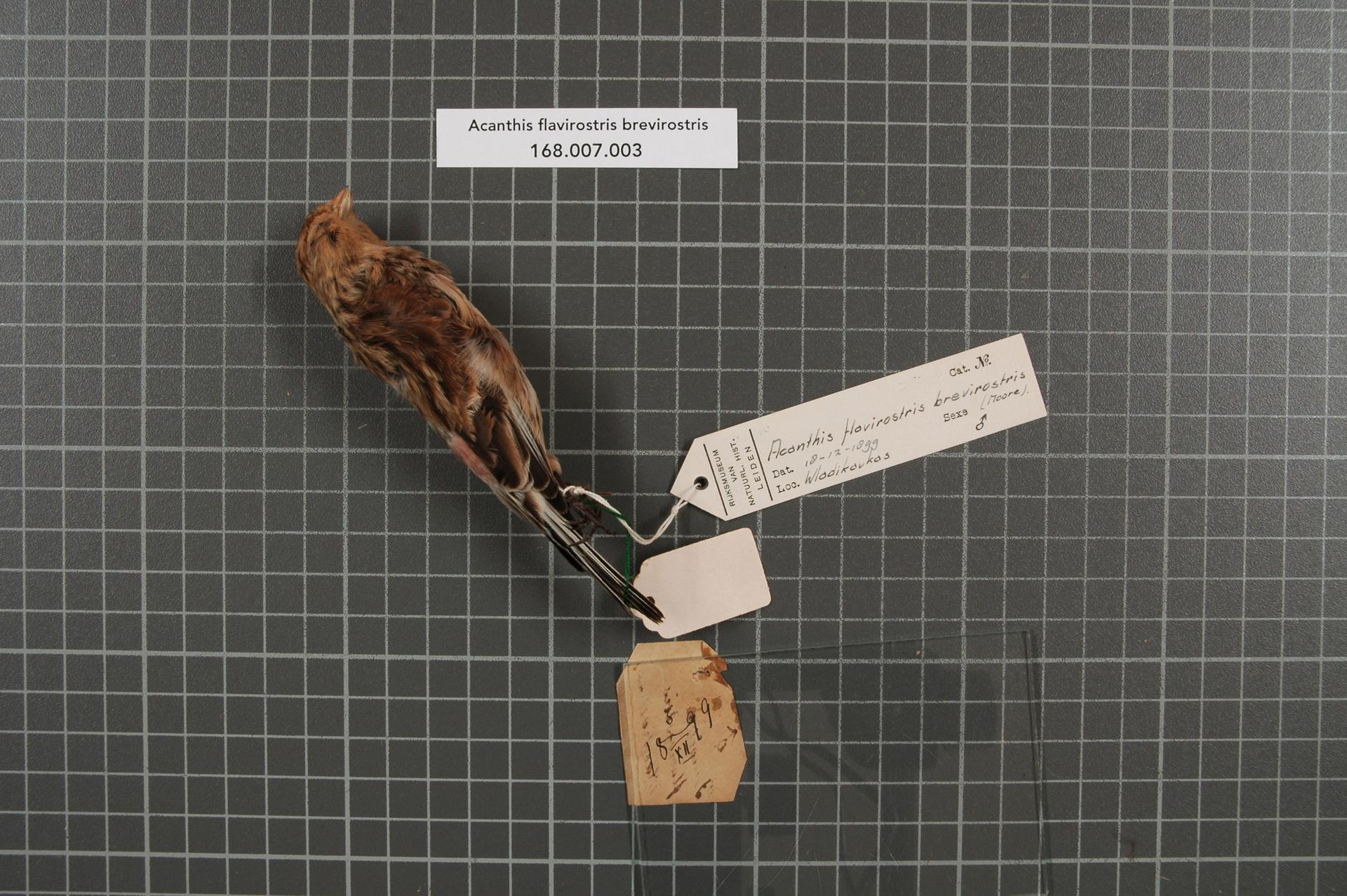
Maschio impagliato della sottospecie brevirostris.
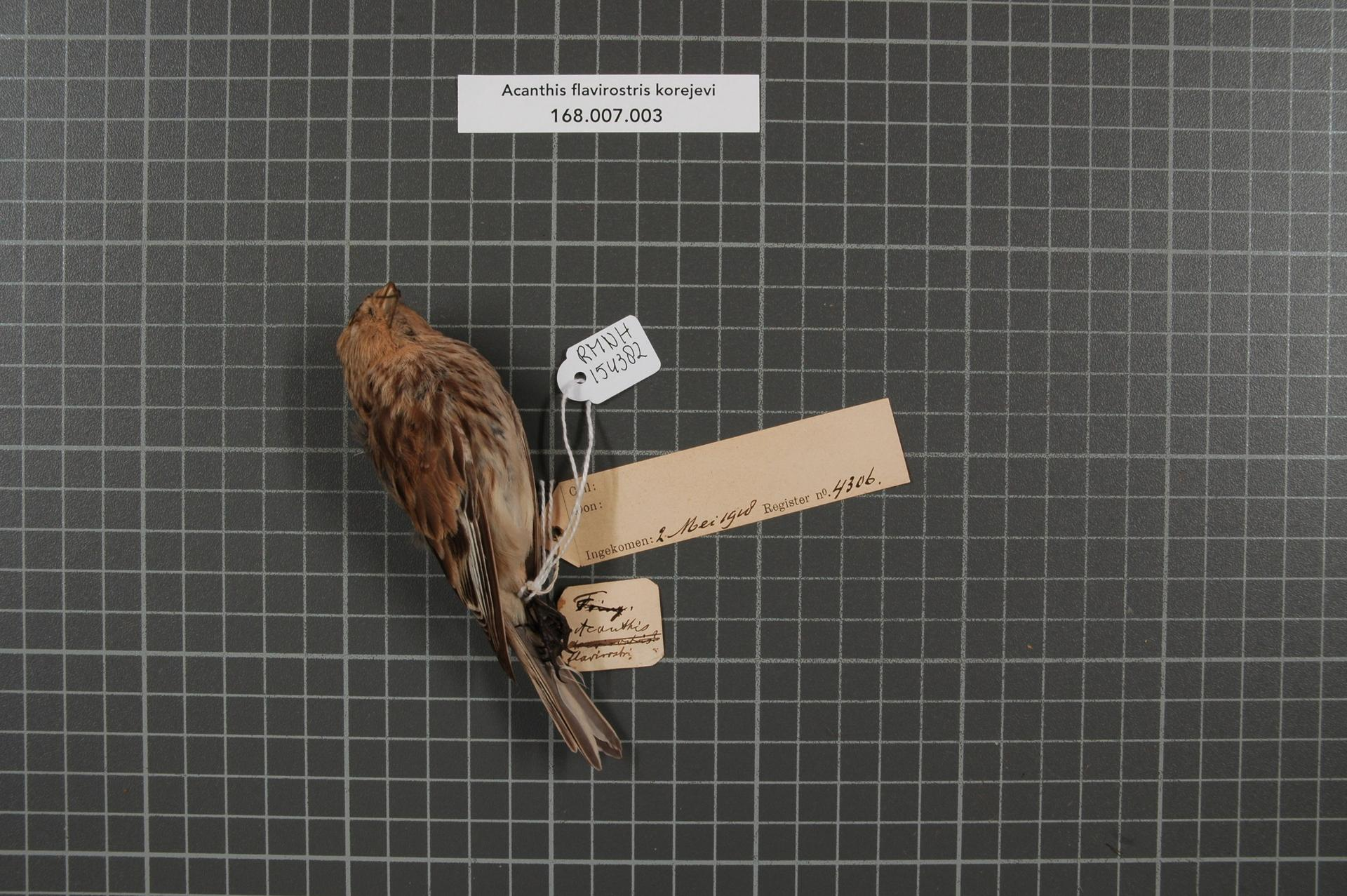
Femmina impagliata della sottospecie korejevi.

in passato venivano riconosciute anche le sottospecie bensonorum delle Ebridi Esterne (sinonimizzata con pipilans) e pamirensis degli Alaj (sinonimizzata con montanella): la sottospecie montanella presenta una certa variazione cromatica intraspecifica, che porterebbe alcuni autori a differenziarne le popolazioni dell'area di Skardu (L. f. baltistanicus) e di Kashgar (L. f. pallescens), mentre secondo altri tale grande variazione nell'ambito di una popolazione darebbe motivo di accorpare le sottospecie kirghizorum e altaica a korejevi.